# Артемиј Панарин
Артемиј Сергејевич Панарин (рус. Артемий Сергеевич Панарин — Коркино, 30. октобар 1991) професионални је руски хокејаш на леду који игра на позицији левог крила. Од 2015. игра за екипу Чикаго блекхокса у Националној хокејашкој лиги.
Члан је сениорске репрезентације Русије за коју је на међународној сцени дебитовао на светском првенству 2015. године. Са репрезентацијом је освојио две медаље на светским првенствима, сребро и бронзу.

## Каријера
Играчку каријеру започео је 2008. године у дресу Витјаза из Чехова одакле је након пет сезона прешао у један од најбољих руских клубова, СКА из Санкт Петербурга. Са екипом СКА освојио је трофеј Гагариновог купа намењен победнику КХЛ лиге за сезону 2014/15, а током исте сезоне заиграо је и на ревијалној утакмици свих звезда лиге.
У априлу 2015. Панарин одлази у Сједињене Државе где потписује двогодишњи уговор са екипом Блекхокса. Захваљујући одличним играма у дебитантској НХЛ сезони додељен му је Калдерово трофеј, признање које се традиционално додељује најбољим дебитантнима у лиги. Хокејашки савез Русије прогласио је Панарина најбољим руским хокејашем за сезону 2015/16.